# Osmia rufohirta
Osmia rufohirta is een vliesvleugelig insect uit de familie Megachilidae. De wetenschappelijke naam van de soort is voor het eerst geldig gepubliceerd in 1811 door Latreille.
Osmia rufohirta is een mediterrane soort die tussen de 8 en 12 millimeter lang is. Het achterlijf wordt gekenmerkt door grijze banden die over de randen van de achterlijfssegmenten lopen. Het lichaam is roodbruin behaard. De soort bouwt zijn eencellige nesten normaliter in de huisjes van slakken uit het geslacht Helicella. Osmia rufohirta leeft op droge plekken met schrale vegetatie waar voldoende zonlicht is.